# Курсаков, Павел Трофимович
Па́вел Трофи́мович Курсаков (10 марта 1897,  Ветренка, Могилёвская губерния, Российская империя — 16 января 1952, Пятигорск,  Ставропольский край, РСФСР, СССР) — советский военачальник, Гвардии генерал-майор (22.02.1943).

## Биография
Родился 1897 году в деревне Ветренка, ныне Смолицкого сельсовета Быховского района Могилёвской области Белоруссии. Русский.

## Военная служба

### Первая мировая война
В августе 1916 года призван на военную службу и зачислен в 3-й запасной кавалерийский полк в город Кирсанов. После трёхмесячного обучения направлен на фронт, где воевал в команде связи 149-го пехотного Черноморского полка 38-й пехотной дивизии под Двинском. В начале января 1917 года дезертировал, но через две недели заболел и попал в 271-й полевой госпиталь в город Витебск. По выздоровлении убыл в Смоленск, где 19 февраля вступил в РКП(б). Затем вернулся на фронт в прежнюю часть и воевал там до декабря 1917 года.

### Гражданская война
25 декабря 1917 года добровольно вступил в Красную гвардию в городе Двинск и служил рядовым бойцом в 1-м боевом поезде, воевал с ним против немцев под Оршей. В марте 1918 года принимал участие в организации партизанских отрядов в Оршанском уезде. Вскоре вернулся в 1-й боевой поезд Красной гвардии и убыл с ним под Оренбург сражаться против белоказаков генерала А. И. Дутова.
В июне 1918 года в должности начальника пулемётной команды Железного коммунистического полка принимал участие в подавлении контрреволюционного восстания в Ярославле. После подавления восстания работал членом полкового суда в 3-м запасном пехотном полку. В сентябре полк был переведен в город Тамбов и развёрнут в литерную бригаду, а Курсаков назначен помощником комиссара полка литера «Б».
В начале 1919 года направлен на Южный фронт, где в июне вступил в должность помощника комиссара 114-го стрелкового полка 13-й стрелковой дивизии. В его составе воевал в Донской области, под Новочеркасском, Ростовом, Батайском, станицами Аксайская и Ольгинская, Новороссийском.
С сентября 1919 года исполнял должность военкома отдельного эскадрона и 1-го Орденского кавалерийского полка 16-й стрелковой дивизии им. В. И. Киквидзе. После ликвидации в январе 1920 года Южного фронта полк был переброшен на Западный фронт, где вошёл в 3-й конный корпус Г. Д. Гая и переименован в 87-й кавалерийский полк. Во время контрнаступления польских войск части корпуса понесли потери и в конце августа перешли границу Восточной Пруссии, где были интернированы. Пробыв 4 месяца в лагере военнопленных, П. Курсаков вернулся на родину. По возвращении в феврале 1921 года направлен на Туркестанский фронт, где назначен военкомом эскадрона в 15-й кавалерийский полк 3-й кавалерийской дивизии. С октября того же года был военкомом батальона 4-го Ходжентского стрелкового полка 4-й стрелковой дивизии. В 1922 году 3-й батальон этого полка, где служил Курсаков, влился в 12-й стрелковый полк этой же дивизии. В его составе сражался под Скобелевым, Ходжентом и Матчи при ликвидации басмаческих банд эмира Бухарского и Ибрагим-бека.

### Межвоенные годы
В октябре 1924 года был переведён в ЗапВО на должность военкома отдельного эскадрона 29-й Терской стрелковой им. Финляндского пролетариата дивизии в город Вязьма.
С октября 1925 года по октябрь 1926 года проходил подготовку на кавалерийских КУКС РККА в городе Новочеркасске. По окончании был назначен командиром эскадрона 34-го Ростовского кавалерийского полка 6-й Чонгарской кавалерийской дивизии БВО. С апреля по август 1929 года находился на курсах ремонтирования конского состава в Москве, затем вернулся на прежнюю должность. В декабре переведён начальником команды одногодичников при 31-м кавалерийском полку этой же дивизии.
С ноября 1930 года по июнь 1931 года находился на учёбе на курсах «Выстрел», по окончании которых направлен в СКВО на должность начальника полковой школы 90-го кавалерийского полка 12-й кавалерийской дивизии. В декабре переведен на ту же должность в 67-й кавалерийский полк этой же дивизии в город Кропоткин. В мае 1932 года назначен начальником материального обеспечения Северо-Кавказской горских национальностей кавалерийской школы, с марта 1933 года исполнял должность помощника начальника учебного отдела этой школы. После её расформирования в конце января 1935 года переведён на должность руководителя тактики в Объединённое кавалерийское училище имени 1-й конной армии, в июне того же года назначен командиром 99-го кавалерийского полка 25-й кавалерийской дивизии.
В ходе советско-финляндской войны 1939—1940 гг. командовал 111-м мото-кавалерийским полком 25-й мото-кавалерийской дивизии (бывшая 25-я кавалерийская). В составе 15-й армии и ЮГВ командарма 2-го ранга М. П. Ковалёва дивизия воевала в Карелии, вела бои по деблокаде окружённых частей в районе Леметти. Полковник Курсаков отличился со своим полком в боях с 7 по 11 февраля 1940 года под Питкяранта. За боевые отличия 20 мая 1940 года он был награждён орденом Красного Знамени.
В июле 1940 года назначен помощником командира 10-й Кубанско-Терской кавалерийской дивизии СКВО (г. Пятигорск). При переформировании дивизии в 56-ю танковую в апреле 1941 года переведён на должность заместителя командира 28-й горнострелковой дивизии и убыл с ней в 19-ю армию в район Черкассы, Смела.

### Великая Отечественная война
В начале войны его прежняя должность была упразднена, а полковник П. Курсаков назначен для поручений при командующем 19-й армией генерал-лейтенанте И. С. Коневе. В её составе участвовал в Смоленском сражении, в боях под Витебском, Смоленском, Ельней и Ярцево. В октябре 1941 года он был направлен в Инспекцию кавалерии Красной армии, затем командовал 15-м запасным кавалерийским полком в городе Ставрополь.
В феврале 1942 года назначен командиром 20-й горно-кавалерийской ордена Ленина Краснознаменной дивизии, входящей во 2-й гвардейский кавалерийский корпус под командованием генерала В. В. Крюкова и воевал в ней до конца войны. До июля 1942 года дивизия находилась в резерве Ставки ВГК, затем Западного фронта.
С 11 августа 1942 года дивизия участвовала в Ржевско-Сычёвской наступательной операции, в ноябре — декабре 1942 года вместе с корпусом успешно действовала в рейде по тылам противника в районе Вязьмы. С января 1943 года дивизия находилась в резерве Центрального фронта, затем Ставки ВГК.
В конце июля 1943 года в составе того же 2-го гвардейского кавалерийского корпуса дивизия была переброшена на Западный фронт, а с 30 июля передана Брянскому фронту. В ходе Орловской наступательной операции её части в составе 11-й гвардейской армии вели бои севернее города Карачев и на дятьковском направлении. В сентябре — начале октября дивизия в составе 50-й армии, затем фронтовой подвижной группы генерал-лейтенанта М. И. Казакова и 63-й армии участвовала в Брянской наступательной операции, в форсировании реки Десна и захвате плацдарма на её западном берегу. За смелые и решительные действия при форсировании р. Десна с 11 по 15 сентября она была 18 сентября 1943 года преобразована в 17-ю гвардейскую дивизию.
В ходе битвы за Днепр в середине октября  дивизия форсировала реку в районе Лоева и участвовали затем в Гомельско-Речицкой и Калинковичско-Мозырской наступательных операциях. За боевые отличия ей было присвоено наименование «Мозырская» (15.01.1944).
В дальнейшем до конца войны дивизия вела боевые действия в составе войск 1-го Белорусского фронта. Участвовала в Белорусской, Люблин-Брестской, Висло-Одерской, Варшавско-Познанской, Восточно-Померанской и Берлинской наступательных операциях. За успешное выполнение заданий командования она была награждена орденами Суворова 2-й ст. и Кутузова 2-й ст.
В апреле 1945 года командир 17-й гвардейской кавалерийской дивизии генерал-майор П. Курсаков был представлен к званию Герой Советского Союза, но был награждён орденом Суворова I степени, став одним из четырех командиров дивизии в Советской Армии награждённых в виде исключения 1-й степенью этого ордена.
За время войны П. Курсаков был шесть раз персонально упомянут в благодарственных в приказах Верховного Главнокомандующего.

### Послевоенная карьера
После войны продолжил командовать дивизией.
В ноябре 1945 года вступил в командование 28-й гвардейской механизированной Померанской Краснознаменной ордена Суворова дивизией в составе Особого военного округа (Кенигсберг).
В ноябре 1946 года отозван для направления на учёбу и в марте 1947 года зачислен слушателем ВАК При Высшей военной академии им. К. Е. Ворошилова. Однако уже в июле отчислен с курсов по состоянию здоровья и в августе назначен начальником 2-го Ставропольского военно-конного завода СКВО.
4 мая 1948 года уволен в запас в звании генерал-майора.

## Награды
СССР
- два ордена Ленина (21.02.1945[7], 06.04.1945[8])
- пять орденов Красного Знамени (20.05.1940[2], 30.03.1943[9], 03.11.1944[7], 21.02.1945[10], 24.06.1948[7])
- орден Суворова I степени (29.05.1945)[11]
- орден Суворова II степени (18.09.1943)[12]

медали в том числе:
- - «XX лет Рабоче-Крестьянской Красной Армии» (1938)
  - «За оборону Москвы» (26.10.1945)[13]
  - «За победу над Германией в Великой Отечественной войне 1941—1945 гг.» (1945)
  - «За взятие Берлина» (1945)
  - «За освобождение Варшавы» (1945)

Приказы (благодарности) Верховного Главнокомандующего в которых отмечен П. Т. Курсаков
- За успешное форсирование реки Десна. 18 сентября 1943 года № 16.
- За овладение городами и крупными узлами коммуникаций Седлец, Миньск-Мазовецки, Луков — мощными опорными пунктами обороны немцев на подступах к Варшаве. 31 июля 1944 года № 158.
- За овладение крупнейшим промышленным центром Польши городом Лодзь и городами Кутно, Томашув (Томашов), Гостынин и Ленчица — важными узлами коммуникаций и опорными пунктами обороны немцев. 19 января 1945 года. № 233.
- За овладение городом Быдгощ (Бромберг) — важным узлом железных и шоссейных дорог и мощным опорным пунктом обороны немцев у нижнего течения Вислы. 23 января 1945 года. № 245.
- За овладение городами Бервальде, Темпельбург, Фалькенбург, Драмбург, Вангерин, Лабес, Фрайенвальде, Шифельбайн, Регенвальде и Керлин — важными узлами коммуникаций и сильными опорными пунктами обороны немцев в Померании. 4 марта 1945 года. № 288.
- За овладение городами Штаргард, Наугард, Польцин — важными узлами коммуникаций и мощными опорными пунктами обороны немцев на штеттинском направлении. 5 марта 1945 года. № 290.